# Allophylus multicostatus
Allophylus multicostatus är en kinesträdsväxtart som beskrevs av Alwyn Howard Gentry. Allophylus multicostatus ingår i släktet Allophylus och familjen kinesträdsväxter. Inga underarter finns listade i Catalogue of Life.